# 台山县立中学
台山县立中学位于中国广东省江门市台山市台城镇纱帽山，是台山华侨捐资修建的一所中学，今台山一中的前身。台山县立中学2002年入选市县级文物保护单位，2008年入选第五批广东省文物保护单位。
广东省文化和旅游厅曾将台山县立中学列入第八批全国重点文物保护单位广东省推荐名单，但最终并未入选。